# Luigi Poggetti
Luigi Poggetti (Massarosa, 22 aprile 1898 – ...) è stato un calciatore italiano.

## Carriera
Sfiorò lo scudetto con il Pisa nella Prima Categoria 1920-1921, disputando 18 partite.
In totale nella sua carriera in nerazzurro giocò 65 partite, segnando 2 reti.